# Anstalten Ljustadalen
Anstalten Ljustadalen är en öppen anstalt belägen i Sundsbruk norr om Sundsvall. Anstalten har 30 platser och har ca 15 anställda. 
Fängelset var då det öppnade 1982 enbart avsett för manliga interner, men kom att inhysa både män och kvinnor. Sedan 1996 är anstalten enbart för kvinnor.
Som arbete paketerar de intagna bland annat förbandsmaterial. De intagna på Ljustadalen sköter själva många av de dagliga sysslorna på anstalten som arbete i kök, tvätt, lokalvård och utearbeten (bland annat trädgårdsarbete och snöröjning). Anstalten har också köksutbildning.